# Wege übers Land
Wege übers Land ist ein mehrteiliger Fernsehfilm des Deutschen Fernsehfunks der DDR. Das Drehbuch schrieb Martin Eckermann, der auch die Regie führte, nach einem Szenarium von Helmut Sakowski.

## Handlung

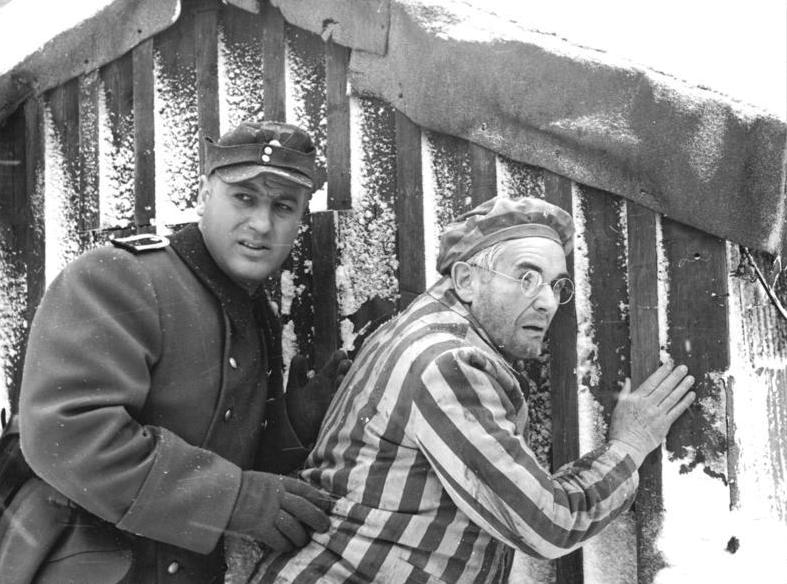
Szene mit Manfred Krug (l.) und Marian Melman

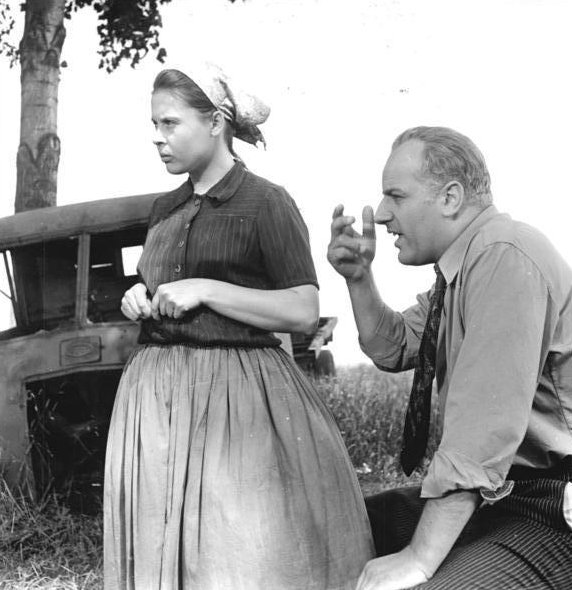
Ursula Karusseit und Manfred Krug

Im Zentrum der Geschichte steht Gertrud Habersaat, die zunächst auf einem Großbauernhof im Deutschen Reich dient und dann einen enteigneten Bauernhof im eroberten Polen bewirtschaftet. Sie nimmt drei Kinder an, ist nach der Bodenreform selbst Neubäuerin. Eng eingebunden in die Ereignisse um den Zusammenschluss von Bauern ihres Dorfes zu Landwirtschaftlichen Produktionsgenossenschaften und deren Widersacher übernimmt sie dann den Vorsitz der LPG.
Nebenhandlungen zeigen den Kampf des Kommunisten Willi Heyer gegen die Nazis und die Entwicklung des Gutsbesitzers Jürgen Leßtorff.
Im Film werden die Jahre in und nach dem Zweiten Weltkrieg, die Flucht und Vertreibung, die Zeit in der Sowjetischen Besatzungszone und in der späteren DDR bis 1953 thematisiert.

## Ausstrahlung
Die Erstausstrahlung erfolgte vom 22. bis zum 29. September 1968 im Deutschen Fernsehfunk. Laut DFF-Umfragen erreichte Wege übers Land durchschnittlich eine Einschaltquote von 77,7 % in der DDR, oder etwa 7,8 Millionen Zuschauer.
Der Film wurde ursprünglich in fünf Teilen gezeigt. Seit Anfang der 1990er Jahre wurde der Film bei verschiedenen Fernsehausstrahlungen als Sechsteiler aufgeführt. Dabei wurden die Teile 2 und 3, die im Original jeweils deutlich über 90 Minuten lang sind, auf drei kürzere Episoden aufgeteilt.

## Auszeichnungen
Das Filmkollektiv (Szenarist Helmut Sakowski, Regisseur Martin Eckermann, Dramaturgin Helga Korff-Edel, Kameramann Hans-Jürgen Heimlich und die Hauptdarsteller Ursula Karusseit, Manfred Krug und Christa Lehmann) erhielt am 3. Oktober 1968 den Nationalpreis der DDR I. Klasse. Angelica Domröse erhielt am 2. Oktober 1969 den Kunstpreis der DDR.

## Kritiken
Der Evangelische Film-Beobachter fasst seine Kritik so zusammen: „Eindrucksvoll und sehenswert, auch für Bundesrepublikaner, ist die Schilderung der Hitlerherrschaft in Polen. Realistischer wäre die Fernsehserie durch ein nur sachbezogenes Nebeneinander der Handlungsfäden geworden.“ Die Historikerin Brigitte Rigaux-Pirastru wirft der Fernsehserie die Manipulation historischer Fakten vor.

## Romanausgaben und Theateradaption
Sakowski verarbeitete das Szenarium zu einem Fernsehroman. Dieser stellt die Filmszenen sehr genau dar, dies betrifft auch die Dialoge der handelnden Personen. Besonderes Merkmal ist, dass wörtliche Rede nicht gekennzeichnet wurde. Der Aufbau Verlag brachte den Roman im Todesjahr des Autors als Taschenbuch heraus. Der Roman ist als e-Book erhältlich.
- Helmut Sakowski: Wege übers Land. Fernsehroman. Mitteldeutscher Verlag Halle (Saale), 1969.
- Helmut Sakowski: Wege übers Land. Roman. Aufbau-Taschenbuch-Verlag, 2005. ISBN 3-7466-1361-2

Für die Theater und Orchester GmbH Neubrandenburg / Neustrelitz brachte Schauspieldirektor Maik Priebe das Werk in einer  fünfstündigen Aufführung (5 Std. – 20 Minuten, 3 Pausen) auf die Bühne im Landestheater Neustrelitz. Auch hier wurde der Stoff in vielen Details genau wieder gegeben, wobei die Leistung der Schauspielerinnen und Schauspieler (14 in insgesamt 40 Rollen) sehr eigenständig zur Geltung kamen. Die Premiere fand am 29. März 2025 statt.